# Hiéroglyphe égyptien E26
Pour les articles homonymes, voir Éléphant (homonymie).
L'éléphant, en hiéroglyphes égyptiens, est classifié dans la section E « Mammifères » de la liste de Gardiner ; il y est noté E26.

## Représentation
Il représente un éléphant d'Afrique (Loxodonta).

## Utilisation
| Ab | b | w | E26 |

| Ab | b | w | E26 |

| E26 | w | N25 · O49 |

| E26 | w | N25 · O49 |